# 化研テクノ
化研テクノ株式会社(かけんテクノ)は、徳島県徳島市にある日本の試薬卸売企業。四国と岡山県を商圏としてている。

## 会社概要
- 設立：1981年10月5日（創業は1964年）
- 本社所在地：徳島県徳島市東沖洲2丁目17
- 資本金：4,300万円
- 従業員数：90名
- 事業内容：試験研究試薬、一般試薬、体外診断薬、試験研究用性精密分析機器、実験器具及び機材、臨床検査機器、高純度化成品、工業薬品、水産薬品、水処理薬品、医薬品、動物用医薬品の販売
- 売上高：100億円(2020年４月期)

営業部門を大学、企業、病院、官公庁の4つに分け、研究・品質管理・臨床検査などに必要な各種試薬・検査薬・分析機器・機材を提供している。

## 沿革
| 1964年6月  | 八洲薬品株式会社四国営業所を小松島市小松島町中筋に設立                                |
| 1972年8月  | 八洲薬品株式会社高松出張所を高松市福岡町に設立                                        |
| 1973年11月 | 八洲薬品株式会社四国営業所を小松島市中田町字出口に新築移転                            |
| 1981年10月 | 八洲薬品株式会社より分離独立。資本金2,000万円、社員数34名にて四国八洲薬品株式会社設立 |
| 1983年8月  | 松山市大可賀に愛媛営業所、及び新居浜市菊本町に新居浜出張所を設立                      |
| 1984年5月  | 本社、及び営業所にCPU導入配備                                                         |
| 1991年3月  | 資本金4,300万円に増資                                                                 |
| 1993年12月 | 香川郡香川町大字大野に高松営業所新築移転                                              |
| 1994年11月 | 徳島市東沖洲（マリンピア）に本社新築移転                                              |
| 1997年11月 | 松山市来住町に愛媛営業所新築移転                                                      |
| 2002年2月  | 新居浜市萩生に新居浜営業所新築移転                                                    |
| 2002年7月  | ISO9001認証取得                                                                       |
| 2004年10月 | ISO14001認証取得                                                                      |
| 2005年7月  | 南国市蛍が丘に高知出張所を設立                                                        |
| 2005年12月 | 高松市林町に高松営業所新築移転                                                        |
| 2009年1月  | 高知市南川添に高知営業所新築移転                                                      |
| 2009年5月  | 愛媛営業所を松山営業所に営業所名を変更                                                |
| 2018年4月  | 四国八洲薬品株式会社を化研テクノ株式会社に社名を変更                                  |
| 2018年5月  | 岡山市北区に岡山出張所、及び今治市北日吉町に今治出張所を設立                          |